# Střešní světlík

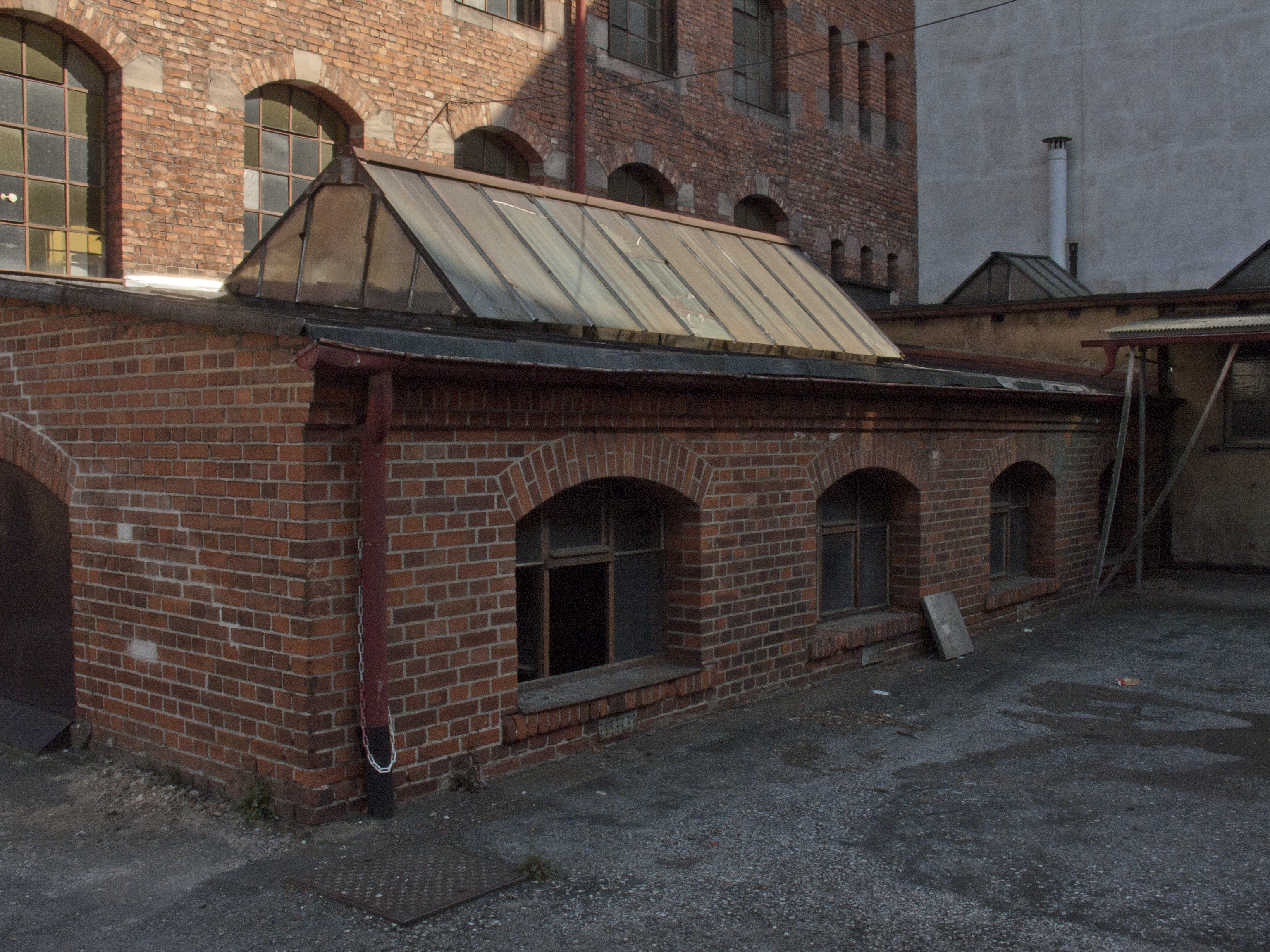
Pásový sedlový světlík

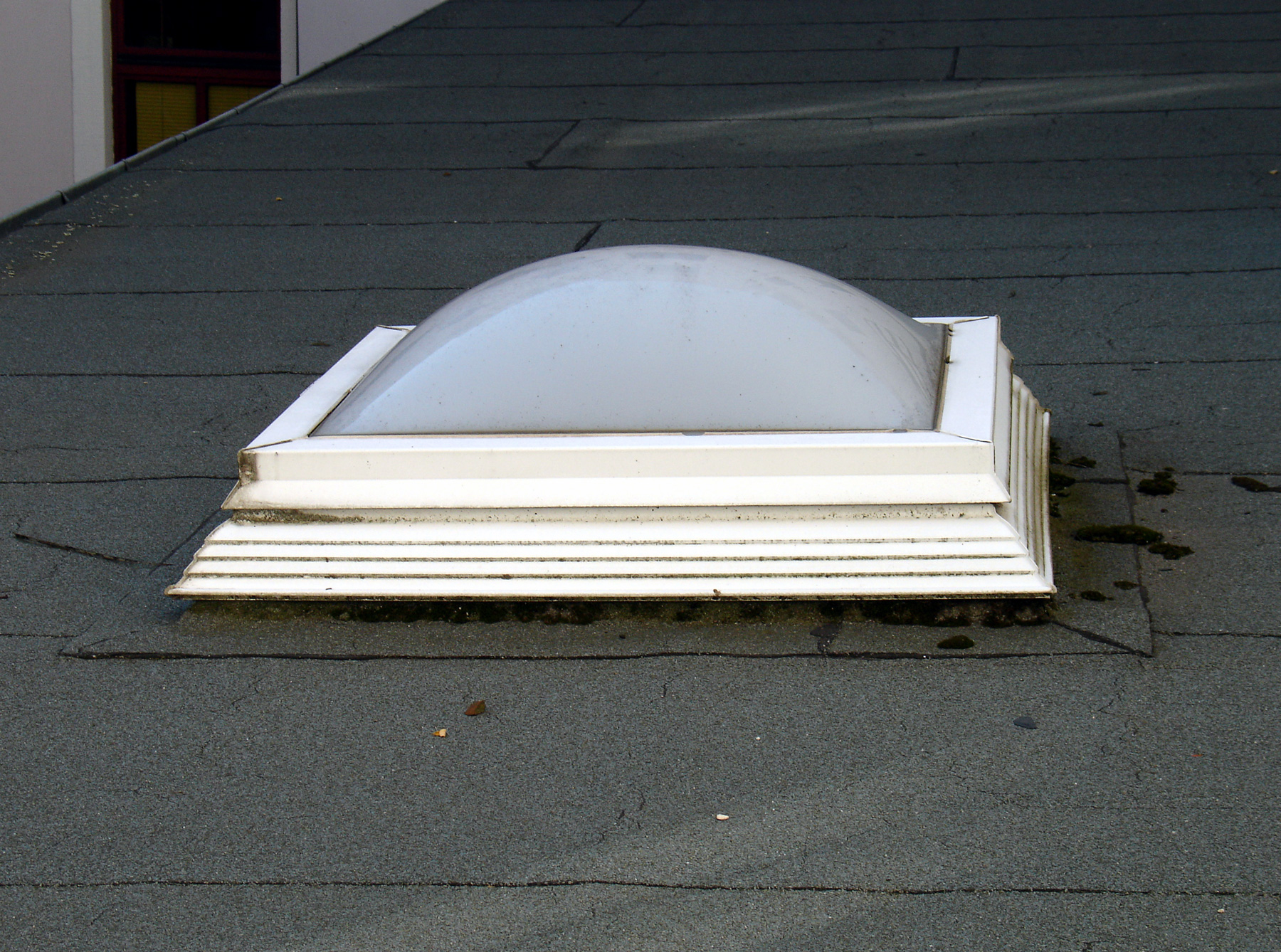
Bodový kopulový plastový světlík

Střešní světlíky slouží především jako prosvětlovací prvek průmyslových objektů. Ukotvují se nad úroveň střešního pláště světlíkovými obrubami o volitelné výšce. Standardní provedení střešních světlíků je bodové (vodorovný tvar) nebo pásové sedlové či obloukové. Vyrábějí se také atypické tvary – kopule, jehlany apod.
Jako světlík se označuje stavební šachta, která vertikálně protíná celý, převážně činžovní, dům. Světlíky lze nalézt převážně ve stavbách z první poloviny 20. století. Jejích hlavním účelem je odvětrání WC a koupelen, popř. spižíren. Ve sklepních prostorách většinou vyúsťují dvířky pro přístup (např. sebrání spadlých věcí, popř. revize), na střeše bývají zakryty střešním světlíkem, či bez zakrytí. Světlíky se nacházejí buď uvnitř jednoho domu či na rozhraní dvou sousedních domů. Z bytů jsou do světlíků většinou uzavíratelná okénka. Někdy, třeba v rámci rekonstrukce bytu, je okénko zazděno a do světlíku vyvedena jen větrací roura. Světlíky bývají též vedeny slaboproudé elektro rozvody, jako STV či internetové přípojky.